# Jasper Lefevere
Jasper Lefevere (ur. 13 lipca 1988) – belgijski judoka. Olimpijczyk z Rio de Janeiro 2016, gdzie zajął 33. miejsce w wadze półlekkiej.
Brał udział w mistrzostwach świata w 2014. Startował w Pucharze Świata w latach 2010−2017. Uczestnik zawodów międzynarodowych.

## Letnie Igrzyska Olimpijskie 2016
| Konkurencja | Rundy eliminacyjne      | Klas. końcowa |
| Konkurencja | 1/32                    | Miejsce       |
| ----------- | ----------------------- | ------------- |
| 66 kg       | Żansaj Smagułow (KAZ) P | 33.           |